# Barruera
Barruera, la antigua Vallis-Orcera (en castellano, "Valle de los Osos"), es la cabecera del municipio de Valle de Bohí, siendo la localidad con más comercios y la tercera más habitada del municipio, por detrás de Tahull y Bohí. 
El pueblo se organiza a cada uno de los lados de la calle Mayor. Esta calle, larga y con una fuerte pendiente, corresponde a un antiguo camino que comunicaba la población con la de Senet, al norte de Vilaller. Ahí se puede observar una gran abundancia de casas de arquitectura popular característica de la zona. Suelen tener tres pisos y los balcones son de madera trabajada. Los tejados son volados y a doble vertiente y muchos de los portales son de piedra labrada.

## Historia
La primera mención de Barruera data de 1064, en que Artau y su esposa Llúcia, condes de Pallars Sobirá, vendieran y al mismo tiempo intercambiaran los condes de Pallars Jussà, Ramon IV y su esposa Valença junto con el castillo d'Erill y otras posesiones.
Durante la primera mitad del siglo XII y hasta el fin del antiguo régimen perteneció a la baronía de los señores de Erill que empezaron siendo barones y terminaron poseyendo un condado. Fueron ellos los que promocionaron la construcción de las iglesias del Valle.

## Símbolos
Barruera disponía de escudo heráldico que estuvo en vigencia hasta 1965, cuando desapareció el antiguo término para incorporarse al nuevo de Valle de Bohí.
«Tronchado, primero de oro, cuatro palos de gules; segundo de azur, un campanario de colores naturales.»

## Geografía humana

### Demografía
| Gráfica de evolución demográfica de Durro entre 1842 y 1960 |
| |
| Población de derecho según los censos de población del INE Población de hecho según los censos de población del INEEntre el censo de 1857 y el anterior, crece el término del municipio porque incorpora a 255346 (Serrais) Entre el censo de 1970 y el anterior, este municipio desaparece porque se integra en el municipio 25043 (Barruera) |

## Economía

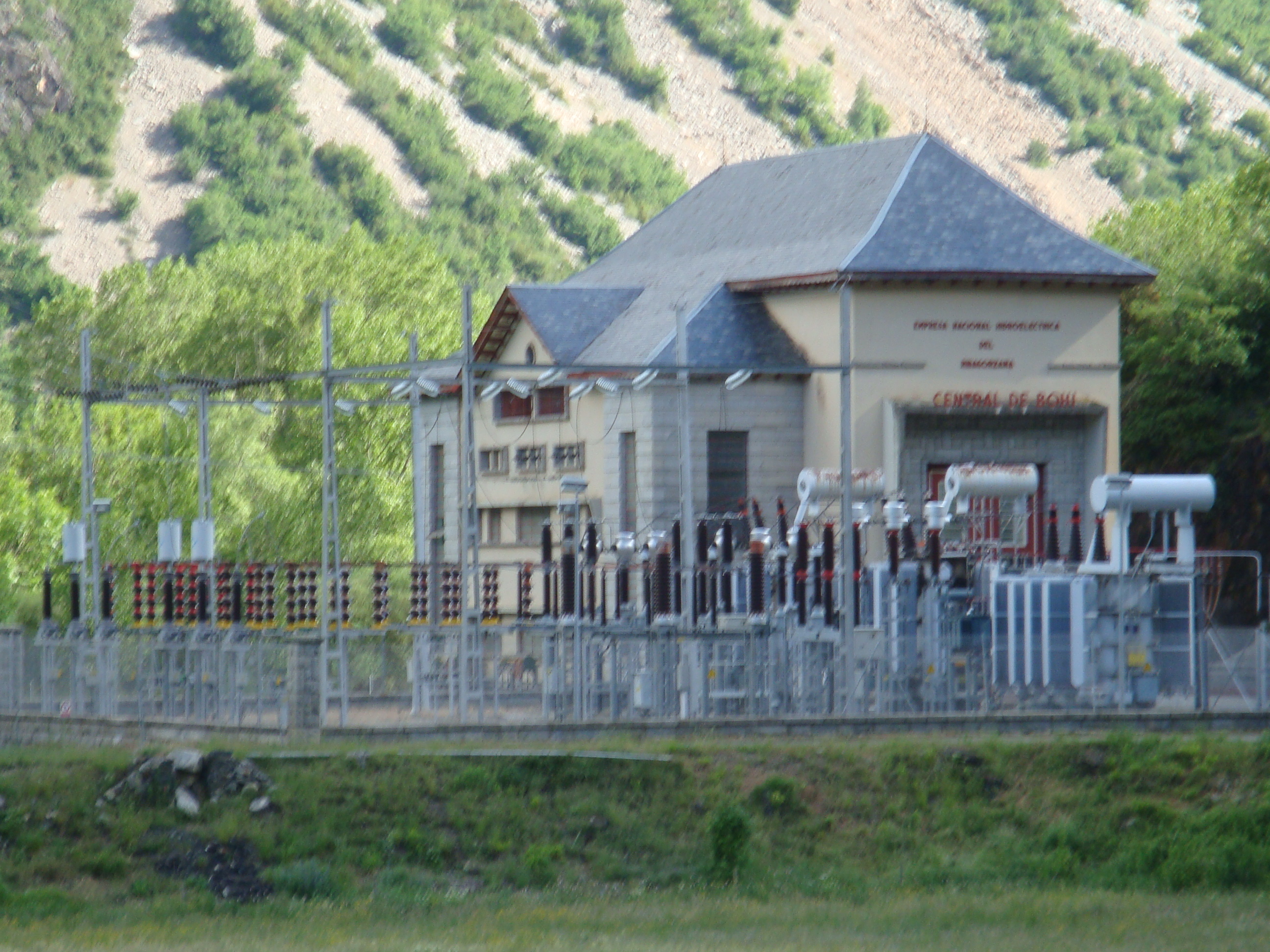
Central hidroeléctrica de Bohí.

Barruera es la localidad de todo el valle que está más alejado de la carretera que comunica con el Valle de Arán, principal nudo de comunicación. Por ello, la economía del pueblo ha ido variando a lo largo de los años. Basada tradicionalmente en la agricultura y, sobre todo, la ganadería, la llegada del turismo ha hecho que este se convierta en la fuente de ingresos principal de la localidad. 
La principal industria como en el resto del valle es la hidroeléctrica, siendo la central más importante la de Bohí. Fue construida en 1956 y tiene una potencia instalada de 16 MW.

## Iglesia de Sant Feliu

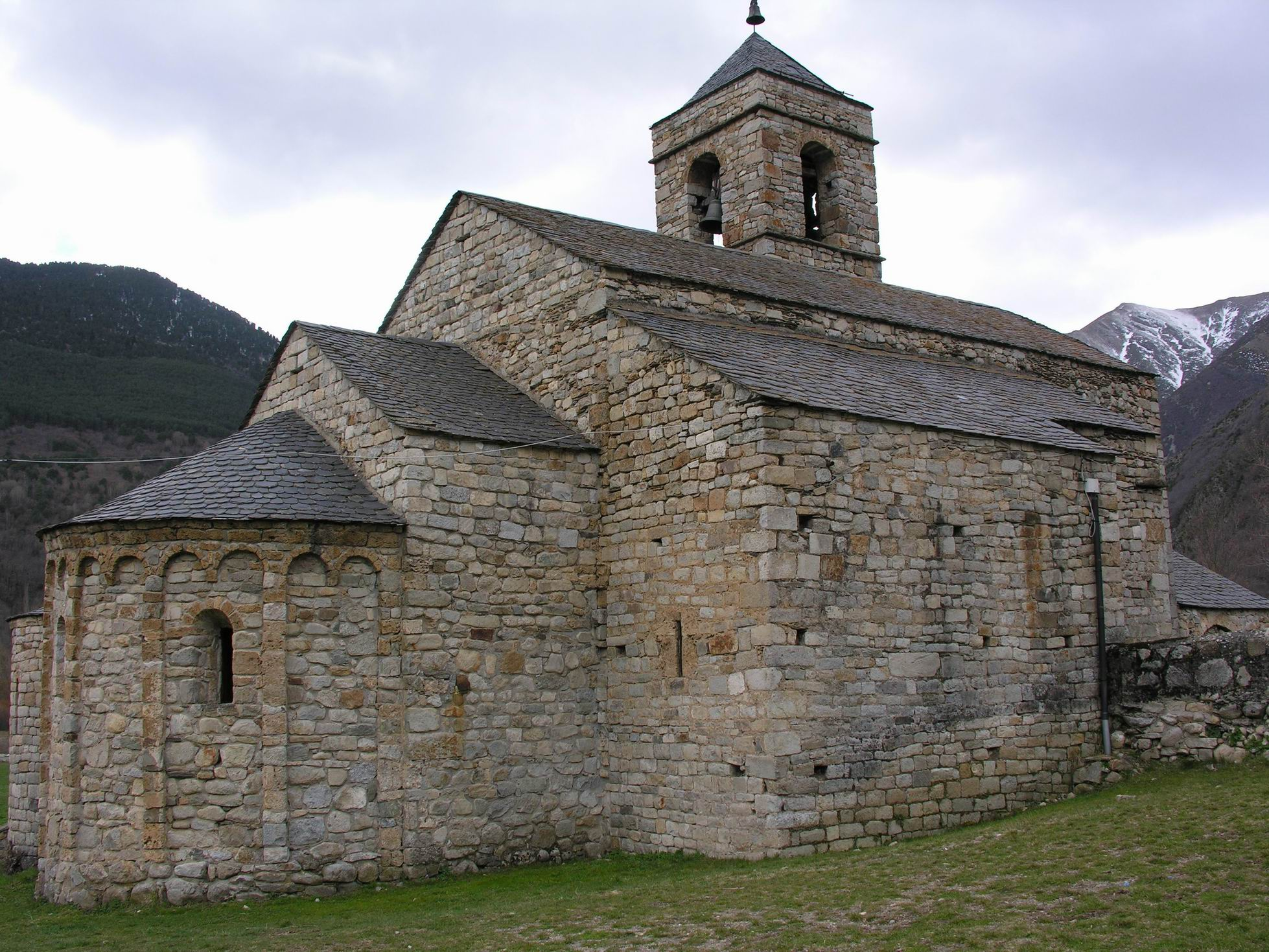
Iglesia de Sant Feliu.

La iglesia de Sant Feliu es románica lombarda siguiendo la misma ornamentación de las iglesias del valle. Tiene tres naves; en su exterior presenta decoración de bandas y arquillos ciegos. Se caracteriza por su cubierta de pizarra. En su interior se conserva un interesante Cristo del siglo XIII y una pila bautismal. Fue declarada Patrimonio de la Humanidad el año 2000 por la Unesco junto al resto de iglesias del valle.

## Fiestas
- 1 de agosto - Fiesta Mayor de Sant Feliu
- 23 de junio - Fiesta de las Fallas